# Neoclytus englemani
Neoclytus englemani là một loài bọ cánh cứng trong họ Cerambycidae.